# União (Belo Horizonte)
União é um bairro de classe média alta, da região Nordeste de Belo Horizonte, vizinho do bairro Cidade Nova.

## História
Assim como a Cidade Nova, o Bairro União foi, em sua maioria, consequência do loteamento e venda da antiga Fazenda Retiro Sagrado Coração de Jesus, de propriedade da família Cândido da Silveira. A Fazenda do Retiro é fruto do desmembramento de outra, a Fazenda São João Batista, com sede onde hoje é o Minas Shopping. Era conhecida como uma fazenda praticamente autossuficiente, onde se produzia de tudo. Abastecia a capital de madeira, lenha, leite, carne e outros gêneros alimentícios, além de tijolos produzidos em uma grande olaria.  Outros tantos lotes teriam feito parte do extenso patrimônio de Antônio Luciano Pereira Filho, bilionário morto em 1990.
Inicialmente conhecido Vilas Reunidas (recebeu aprovação em 12/10/1975), recebeu a atual denominação em 1988. É resultado da coligação de 6 vilas: Laginha, Marília, Vilma, Maria Joana, Severa e Americana. Esta última pode ainda ser identificada pelas ruas com nomes em inglês, tais como Lincoln, Jefferson, Oliver, Johnson, Bolivar e Edson.
O traçado circular da Rua Artur de Sá, a mais extensa do bairro, corresponde ao do antigo ramal de trem de carga e passageiros que partia do Horto até o Matadouro (São Gabriel). Havia pelo menos duas estações no bairro: uma próxima ao viaduto da Av. José Cândido da Silveira e outra na Vila Laginha.

## Atualmente
O bairro se localiza perto de pontos estratégicos como a Avenida Cristiano Machado (uma das avenidas mais importantes da cidade), Ouro Minas Palace Hotel (único hotel 5 estrelas de Belo Horizonte, onde já se hospedaram grandes nomes nacionais e internacionais) e a Linha Verde (Belo Horizonte) - linha de acesso ao Aeroporto Internacional Tancredo Neves. Também é conhecido por sediar o festival gastronômico Comida di Buteco, o qual possui grande importância em BH.

### Projetos Sociais e Políticas Públicas
- Projeto Pequenos Guerreiros Coliseu - Consiste em aulas gratuitas de Jiu Jitsu para crianças de 05 a 17 anos ministradas na academia Coliseu Centro de Lutas pelos moradores professor Maxxwell Oliveira e assistente William Souza;
- Projeto Tecendo a Vida - A Congregação das Irmãzinhas da Imaculada Conceição – CIIC / Centro de Assistência Social Tecendo a Vida, entidade beneficente de assistência social, desenvolve ações socioassistenciais em conformidade com a Política Nacional de Assistência Social desde o dia primeiro de junho de 2011;
- O Centro de Referência de Assistência Social (CRAS) Artur de Sá é uma unidade pública da política de assistência social, de base local, integrante do Sistema Único de Assistência Social (SUAS). Em geral são localizados em áreas com altos índices de vulnerabilidades e risco social. Porém, com a chegada da via 710 no bairro , grande parte dos moradores que faziam parte do grupo de risco foram indenizados ou ganharam novas moradias. Ainda assim o CRAS continua cumprindo seu papel fundamental em ser um dos principais agentes de políticas públicas atendendo não só o bairro União bem como vários bairros da regional Nordeste;
- Centro de Saúde Leopoldo Crisóstomo - Situado à rua  Leôncio Chagas, 157, conhecido como posto de saúde do bairro União é referência em qualidade e atende não só o bairro União mas também o bairro Cidade Nova.
- Meu bairro Mais Seguro - Grupo de WhatsApp formado por policiais que trabalham ou moram na região, moradores e comerciantes, tem o intuito de trocar informações sobre segurança na região formando uma rede de ajuda mútua entre os moradores. Iniciado em 2016 pelo Sargento William Souza que à época trabalhava na região que junto com voluntários,  começou o projeto  como "União Seguro" e "Cidade Nova Seguro" e hoje se fazem presentes em vários bairros de Belo Horizonte.

### Grandes empreendimentos
- Center Minas - Leroy Merlin BH Norte (inaugurada em 2013), andares superiores, torre de escritórios Global Tower e loja.[4] ;
- Expansão Minas Shopping - nova ala de lojas (inaugurada em 2013), novos estacionamentos, duas torres comerciais (em construção);
- Hiper Mercado EXTRA;
- Ímpar Suítes - Apart Hotel (inaugurado);
- Hotel TRYP Belo Horizonte - Rede Meliá [5] ;
- Uni-BH - Universidade privada com campus ao lado do Extra Hipermercado/Minas Shopping

### Principais pontos comerciais e financeiros
- Compras: Minas Shopping, Conviva Minas (shopping de vizinhança que abrange o Extra Hipermercado), Power Shopping Centerminas ( Leroy Merlin BH Norte, Americanas, Dechatlon, BH Supermercados, Cacau Show, PETZ , Academia Sell Fit) Supernosso, Dia.
- Comércio Local: Rua Alberto Cintra, Rua Camilo Prates, Rua Pitt, Rua Domingos Fernandes, Rua Felipe de Melo, Rua Lorca, Via 710 ( Avenida Pastor Anselmo Silvestre ).
- Alimentação: Baby Beef, Supermercado BH, Suburim no Espeto, Uai Espeto Scoth, Mania de Buteco, Yohei Culinaria Japonesa, Leve Lanche, Ponto de Encontro, Toc Frio Sorvetes, City Bar, Nina Confeitaria, Emporio do Cafe, Come-Come Lanches, Amora e Mel Sorvetes, System Lanches, Tematico Grill, Mv Com de Alim e vários outros.
- Drogarias: Drogaria e Perfumaria San Luigi, Drogaria Flamboyant, Virtus Drug Store Com de Medicamentos, Rhamis Distribuidora Farmacêutica, Drogaria Globo, Drogaria Vivafarma, Drogaria Animma, Biofocus Pesquisa e Desenvolvimento Farmaceutico, duas Drogarias Araújo.
- Esportes: Companhia do Nado, Vinícius Franklim Team, Coliseu Centro de Lutas, , Esporte Cristal, Academia Espaço Saúde Vip, Academia Malhação, Academia Sell Fit.

## Transporte
- Vias de acesso: Avenida Cristiano Machado, Avenida José Cândido da Silveira, Rua Jacuí, Via 710 (em construção).
- Linhas de ônibus: 8102, 8108, 8150, S81, S82, S85.
- Metrô: Estações José Cândido e Minas Shopping.

Reclamações - Os moradores sentem falta de uma estação de metrô que ficaria situada à altura da rua Quaquarema e também falta uma linha de ônibus que ligue o bairro à região da Pampulha / UFMG/ Mineirão.

## Bairros vizinhos
Cidade Nova, Ipiranga, Horto Florestal, Dom Joaquim, Palmares, São Paulo, Fernão DIas, Santa Inês.

## Educação
- UniBH Campus Cristiano Machado;
- UniBH Campus Center Minas;
- Escola Municipal Francisco Azevedo ( EMEI );
- Escola Municipal Anísio Teixeira;
- Escola Estadual Laudieme Vaz de Melo;
- Creche Menino Deus;
- Coleguium Internacional bilíngue ( Apesar de receber o nome de Coleguium Cidade Nova, fica situado no bairro União;
- Promover ( em construção ).

## Parque
- Parque da Matinha